# Thore Wahlgren
Thore Sörensson Wahlgren, född 18 februari 1914 i Björkängs församling, Skaraborgs län, död 8 juli 1990 i Sofia församling, Stockholm, var en svensk redaktör, tecknare och målare. 
Han var son till provinsialläkaren Sören Wahlgren och Hanna Elfström och från 1960 gift med Barbro Stridh. Wahlgren studerade vid Maj Brings målarskola samt privat för Siri Derkert och Vera Nilsson samt genom självstudier under resor till bland annat Frankrike, England och Spanien. Han medverkade i Nationalmuseums utställning Unga tecknare 1947 och samlingsutställningar arrangerade av Sveriges allmänna konstförening. Hans konst består av landskapsskildringar utförda i olja eller pastell samt teckningar i blyerts, kol eller tusch. Wahlgren är gravsatt i minneslunden på Skogskyrkogården i Stockholm. 